# Balade (Nouvelle-Calédonie)
Pour les articles homonymes, voir Balade.
Balade est un lieu-dit (tribu) de Nouvelle-Calédonie. C'est le lieu où James Cook en 1774 a accosté apres avoir cartographié l'île. C'est aussi le lieu où les missionnaires catholiques ont debarqué et célébré la premiere messe le 25 décembre 1853. Il est situé à l'extrémité nord-est de la Grande Terre, il était l'extrémité de la chefferie de Ouégoa mais a été rattaché administrativement à la commune de Pouébo. On peut y visiter la première église catholique de l'île, le bagnan au pied duquel a eu lieu la première messe. Le lieu est séparé en quatre tribus kanak (Saint-Denis, Saint-Gabriel, Saint-Paul et Sainte-Marie).
Le village est anciennement dénommé Baïaoup.

## Histoire

### Premier contact
James Cook séjourne dans ce port en 1774. En 1792, alors à la recherche de La Pérouse, d'Entrecasteaux y mouille.

### 1843-1853
Balade est aussi le lieu où débarque, du Bucéphale (capitaine Julien Laferrière), la mission d'Amata, le 24 décembre 1843, pour évangéliser l'île de Nouvelle-Calédonie. Guillaume Douarre (1810-1853), entouré du père Rougeyron (1817-1902) et des frères Blaise Marmoiton (1812-1847), Gilbert Roudaire (1813̠-1852), et Jean Taragnat (1816-1878), célèbre sa première messe le 25 décembre 1843 en tant qu'évêque in partibus d'Amata-en-Palestine (de) sur la plage de Ma(h)amate sous un banian qui existe encore actuellement. La première station missionnaire de Maamate est créée sur un domaine vendu par le chef Païma de Balade, qui en fixe lui-même les contours.
Le Bucéphale repart le 21 janvier 1844, laissant les cinq missionnaires missionnés pour assurer une présence française catholique. En 1845, le navire Le Rhin rembarque un missionnaire, et laisse un chien saint-bernard, à qui on offre des ignames comme à un chef. En 1846, la corvette La Seine fait naufrage à Pouébo, et les 232 hommes d'équipage viennent aider la mission à se développer, et compliquer les relations avec les tribus. En 1847, le navire L'Arche d'alliance débarque quantité de marchandises qu'on stocke dans une grande case dénommée Société française d'Océanie. Tout semble changer : sécheresse, mauvaise récolte d'ignames, et lèpre. On accuse les missionnaires de sorcellerie, et on fait place nette : une coalition Bayao-Bouélate-Maamate-Ouonbone-Pouébo laisse la mission en ruines.
Blaise Marmoiton connaît une fin tragique le 19 juillet 1847. L'église de Balade retrace à travers quelques vitraux la vie de ce martyr de cette mission catholique. Une stèle est visible devant l'église. La cause de sa béatification a été introduite en 1919. Un procès-verbal des événements de 1847 (Balade et Pouébo) a été fait par CML Verguet. Dans cette même rade de Balade, le 24 septembre 1853, le navire Le Phoque, avec 123 personnes à bord, amène l'amiral Auguste Febvrier Despointes qui prend possession de la région, au nom de l'empereur des Français Napoléon III, avant de repartir.

### Depuis 1853
Dès 1855, le gouverneur Eugène du Rouzet considère que le blockhaus protège un trop mauvais port. « Notre appui a affranchi la tribu de la sujétion des tribus voisines ». Le succès de la culture de la patate fait penser que construire une ville est possible. Après les incidents de Touho de 1862, le chef Goa, de Balade, fait sa soumission. En 1870, est créée la réserve de Balade, sur 2309 hectares, avec enclave de 163 hectares accordée à la Mission Mariste. De 1892 à 1898, la tribu accueille, malgré elle, la population Béléma des îles Art et Pott (îles Bélep), réquisitionnées et transformées en léproserie.
En 1993 se déroule le cent-cinquantième anniversaire de la christianisation. Il est aussi voulu comme un deuil kanak. L'évêque de Nouméa annonce par lettre pastorale qu'il fera la demande publique de pardon, pour « les torts faits au peuple mélanésien dans les souffrances et les injustices dont furent victimes leurs ancêtres contraints d'abandonner de fait une part de leur culture ».